# Jan Tolibowski
Jan Tolibowski (Tulibowski) herbu Nałęcz (zm. w 1650 roku) – podsędek inowrocławski w latach 1643-1648, skarbnik inowrocławski w latach 1633-1642.
Poseł na sejm zwyczajny 1635 roku.